# Álvaro Obregón, Palenque
Álvaro Obregón är en ort i Mexiko.   Den ligger i kommunen Palenque och delstaten Chiapas, i den sydöstra delen av landet, 800 km öster om huvudstaden Mexico City. Álvaro Obregón ligger 432 meter över havet och antalet invånare är 362.
Terrängen runt Álvaro Obregón är lite kuperad. Runt Álvaro Obregón är det ganska glesbefolkat, med 32 invånare per kvadratkilometer. Närmaste större samhälle är Arimatea, 6,8 km sydväst om Álvaro Obregón. I omgivningarna runt Álvaro Obregón växer i huvudsak städsegrön lövskog.